# Donald Snyder (Politiker)
Donald William Snyder (* 24. Dezember 1951 in South Whitehall Township, Pennsylvania; † 4. März 2023 in Orefield, Pennsylvania) war ein US-amerikanischer Politiker der Republikanischen Partei. Zwischen 1981 und 2000 saß er als Abgeordneter im Repräsentantenhaus von Pennsylvania.

## Werdegang
Nachdem er bis 1969 die Parkland High School in seinem Heimatort besucht hatte, erwarb Donald Snyder 1971 einen Associate Degree am Lehigh Community College, dem 1973 der Bachelor of Arts an der Pennsylvania State University und 1976 der Master of Business Administration an der Lehigh University folgten. 1981 erhielt er den Juris Doctor an der School of Law der Villanova University, ehe er seine juristische Ausbildung 1989 mit dem Master of Laws an der Dickinson School of Law abschloss.
1980 wurde Snyder erstmals in die Pennsylvania General Assembly gewählt. Er vertrat im Repräsentantenhaus den 134. Distrikt seines Staates, der unter anderem die Stadt Allentown und die Ortschaft Emmaus im Lehigh County umfasst. Nach mehrmaliger Wiederwahl gehörte er dem Staatsparlament vom 6. Januar 1981 bis zum 30. November 2000 an. In seinen beiden letzten Amtszeiten fungierte er als Whip der republikanischen Mehrheitsfraktion. Zu seiner Nachfolgerin wurde Jane S. Baker gewählt.
Snyder verzichtete auf eine erneute Wiederwahl, um das Amt des Präsidenten des Lehigh Carbon Community College anzutreten. Dieses hatte er bis 2013 inne, als er aufgrund einer Krebserkrankung zurücktrat.